# 2016 WF9
2016 WF9 es un asteroide que forma parte de los asteroides Apolo, descubierto el 27 de noviembre de 2016 por Wide-field Infrared Survey Explorer desde el telescopio espacial Wide-Field Infrared Survey Explorer (WISE), Estados Unidos.

## Designación y nombre
Designado provisionalmente como 2016 WF9.

## Características orbitales
2016 WF9 está situado a una distancia media del Sol de 2,870 ua, pudiendo alejarse hasta 4,760 ua y acercarse hasta 0,9817 ua. Su excentricidad es 0,658 y la inclinación orbital 14,99 grados. Emplea 1776,80 días en completar una órbita alrededor del Sol.

## Características físicas
La magnitud absoluta de 2016 WF9 es 20,2.